# 中央研究院歷史語言研究所歷史文物陳列館
中央研究院歷史語言研究所歷史文物陳列館（英語：Museum of Institute of History and Philology, Academia Sinica，簡稱「中研院史語所文物館」、「史語所文物館」），為隸屬於中華民國中央研究院歷史語言研究所之博物館，成立於1986年6月，展館設在該院南港院區歷史文物陳列館大樓1、2樓，展品囊括該所歷年考古出土之龍山文化、殷商、周代、居延漢簡與臺灣史前時期器物，及其收藏之古籍、拓片、明清內閣大庫檔案與中國西南民族田野調查文物等，有「小故宮」美稱。

## 歷史
1933年，中研院史語所所長傅斯年受中華民國教育部委託成立中央博物院籌備處，該籌備處工作人員多由史語所人員兼任，此二單位於1930至1940年代進行多次考古發掘與民族學調查。1949年，中央博物院籌備處隨史語所遷臺，與國立故宮博物院合併。
1958年，史語所考古館落成，設有陳列室。1958年6月8日、9日正逢中研院30周年院慶，考古館對外開放2日以茲慶祝，是為史語所在臺向大眾展示文物之開端。1965年11月9日至14日，為慶祝孫中山百歲誕辰，史語所考古館陳列室與民族學研究所標本室又對外開放六日。
1986年6月，由王大閎設計的歷史文物陳列館大樓落成，歷史文物陳列館成立，史語所中國大陸考古文物由考古館轉移至文物館大樓收藏展示。惟當時僅限研究機關及學校申請參觀，每年僅有中研院院慶當日向大眾開放。
1994年，史語所成立文物維護實驗室，以改善其文物保存模式。1997年，歷史文物陳列館封館整修並重新規劃展示內容，以轉型為專業博物館。2002年6月26日，歷史文物陳列館整修完成，重新開館，每週定期開放讓大眾免費參觀。2007年，考古館「臺灣考古陳列室」關閉，臺灣考古文物亦改由歷史文物陳列館展示。
2013年12月10日，史語所與中華郵政合作發行「中華古代文物郵票–殷墟」郵票，當日9時30分至17時中華郵政於歷史文物陳列館1樓設有臨時郵局，期許藉由郵票流通宣傳其收藏之文物。

## 特色
史語所藏有數量僅次於國立故宮博物院的22件中華民國國寶，世界最完整的康熙遺詔、最多的甲骨文，以上各項珍貴文物皆曾於歷史文物陳列館展出。
惟因歷史文物陳列館為研究機構附設之博物館，人力有限，開放時間較少，2021年時開放時間為每週三、六、日。

## 展覽

### 展區

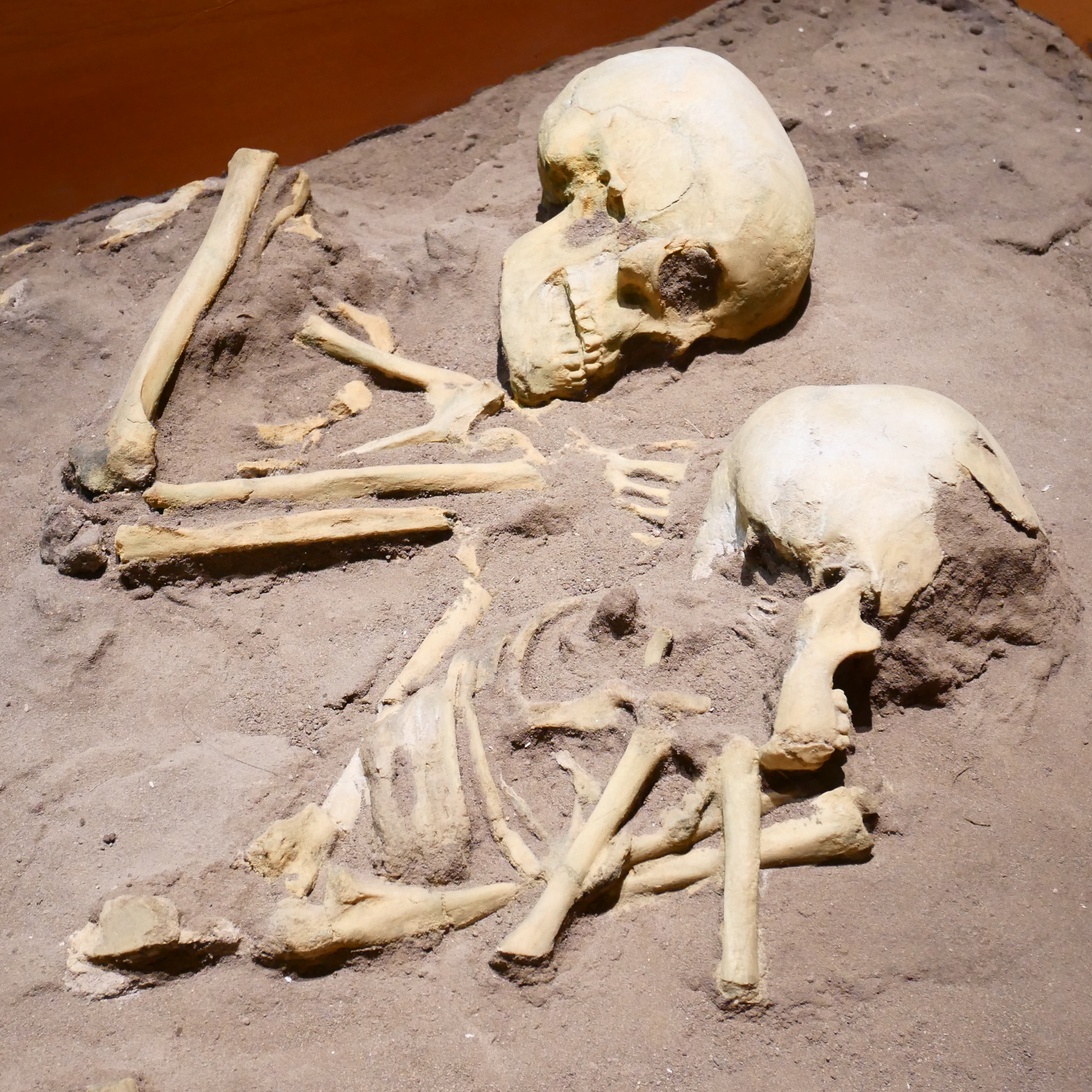
十三行文化側身屈肢葬（仿製品）

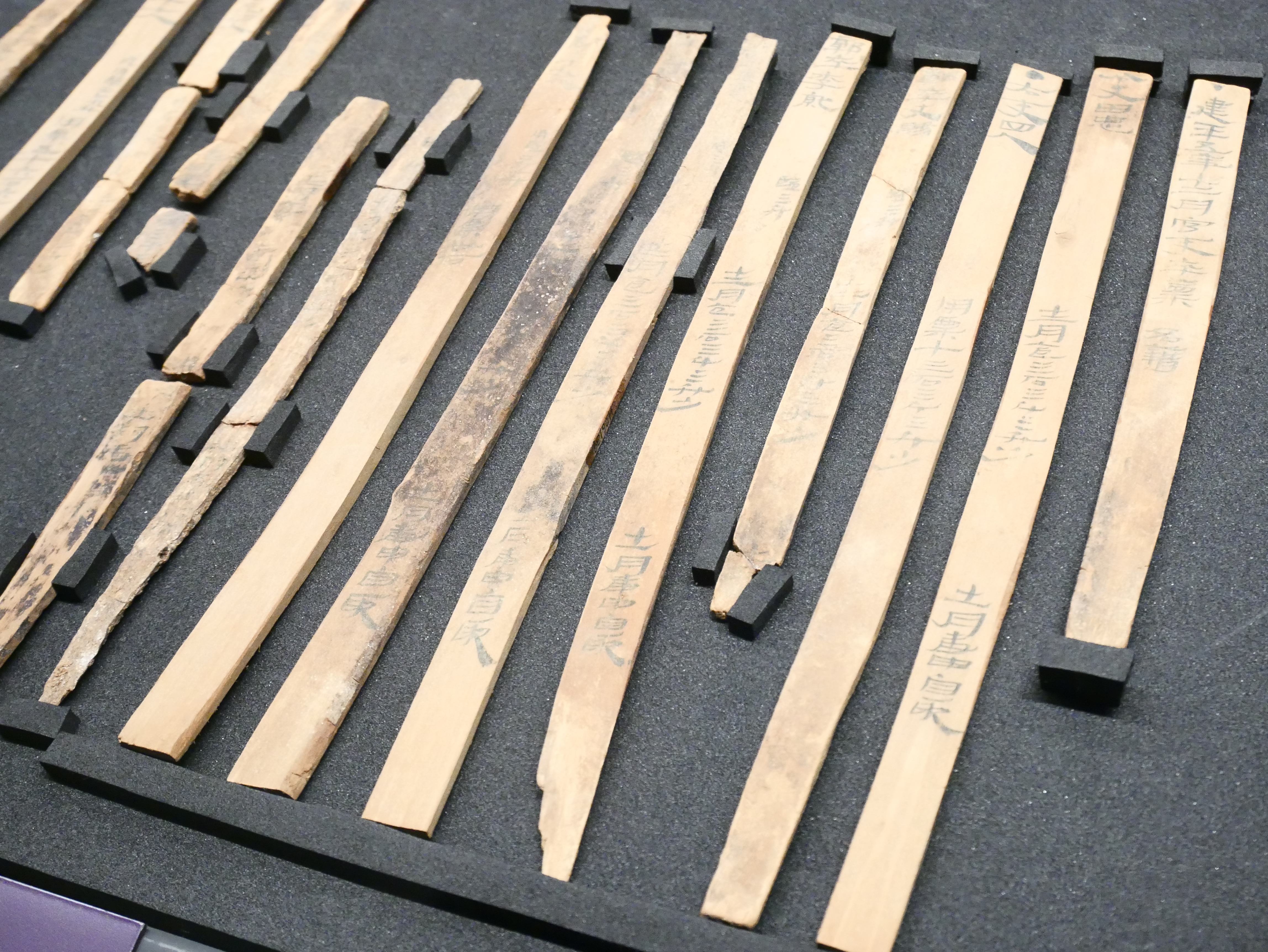
建平五年（前2年）十二月官吏卒廩名籍

- 2樓（歷史空間）[a]
  - 居延漢簡展區
  - 珍藏圖書展區
  - 內閣大庫檔案展區
  - 中國西南民族展區
  - 豐碑拓片展區
  - 台灣考古展區
  - 特展區

- 1樓（考古空間）
  - 龍山文化展區
  - 殷墟展區
  - 西周展區
  - 東周展區[18]

### 特展
- 2004年10月1日至2004年12月31日：窺探金匱石室 - 甲申年冬珍藏圖書特展[19]
- 2005年6月25日至2006年6月24日：深宮重寶‧墨影留形 - 青銅器全形拓特展[20]
- 2006年6月12日至2006年12月31日：YH127發掘七十週年紀念特展[21]
- 2007年5月7日至2008年4月30日：樸古與精妙 - 漢代武氏祠畫象拓片特展[22]
- 2008年10月25日至2019年4月14日：稀世之珍 - 西北岡1001號大墓特展[23]
- 2009年10月1日至2010年2月10日：知來藏往 - 史語所所慶圖書文獻特展[24]
- 2009年11月21日至2011年10月18日：雷電以風 - 甲骨文天氣預測特展[25]
- 2012年10月27日至2013年8月31日：飄洋過海來相遇 - 臺灣史料特展[26]
- 2012年10月27日至2015年10月30日：小學之道 - 從漢簡看漢代識字教育[27]
- 2013年10月16日至2014年3月29日：鑿破鴻蒙 - 紀念董作賓逝世五十周年特展[28]
- 2014年1月4日至2014年4月30日：手澤貽芬 - 傅斯年圖書館珍藏稿本特展[29]
- 2014年4月2日至2015年9月30日：重慶到臺北 - 董作賓甲骨研究展[30]
- 2014年5月3日至2014年8月30日：鳴沙遺珍 - 傅斯年圖書館藏敦煌遺書特展[31]
- 2014年5月3日至2015年10月21日：與佛有約 - 佛教造像題記中的祈願與實踐[32]
- 2014年10月12日至2015年7月1日：暢郵殷墟 - 郵票中的殷墟文物[33]
- 2014年12月10日至2017年10月11日：甲骨明星展[34]
- 2015年10月7日至2016年1月2日：印象，方寸之間 - 傅斯年圖書館古籍鑒藏章特展[35]
- 2015年10月14日至2016年10月5日：寫字，不簡單[36]
- 2015年10月29日至2016年2月27日：董作賓書法捐贈展[37]
- 2016年10月22日至2017年6月28日：皇帝的第一道與最後一道命令[38]
- 2016年10月29日至2018年5月30日：縈青繚白──安陽隋唐墓瓷器特展[39]
- 2018年10月3日至2018年12月30日：羣碧樓藏書特展[40]
- 2018年12月5日至2019年5月29日：虛實漫遊──博物館的動物園 - 擴增實境AR導覽體驗[41]
- 2019年10月26日至2020年4月29日：天朝大慶：皇清盛典展[42]
- 2020年8月22日起：商王動物園：甲骨中的蟲魚鳥獸[43]
- 2020年12月9日至2021年6月30日：傅斯年讀書筆記特展[44]
- 2020年12月30日起：為己而來——被史家耽誤的女人[45]

## 外部連結
- 中央研究院歷史語言研究所歷史文物陳列館 （页面存档备份，存于）
- 中央研究院歷史語言研究所歷史文物陳列館的Facebook專頁
- 開放博物館：中央研究院歷史語言研究所 （页面存档备份，存于）